# Ricardo Gareca
Ricardo Alberto Gareca Nardi (Tapiales, 10 febbraio 1958) è un allenatore di calcio ed ex calciatore argentino, di ruolo attaccante. È soprannominato "El Tigre".

## Carriera

### Club
Cominciò la sua carriera al Boca Juniors, giocando insieme a Diego Armando Maradona. Nel 1985 si trasferì ai rivali del River Plate.
In seguito giocò per Vélez Sársfield, América de Cali ed Independiente.

## Statistiche

### Statistiche da allenatore

#### Nazionale peruviana
| Squadra | Naz             | dal             | al             | Record | Record | Record | Record | Record | Record | Record | Record     |
| Squadra | Naz             | dal             | al             | G      | V      | N      | P      | GF     | GS     | DR     | % Vittorie |
| ------- | --------------- | --------------- | -------------- | ------ | ------ | ------ | ------ | ------ | ------ | ------ | ---------- |
| Perù    | Perù (bandiera) | 20 gennaio 2015 | 14 giugno 2022 | 96     | 41     | 20     | 35     | 130    | 120    | +10    | 42,71      |

#### Nazionale peruviana nel dettaglio
| giu. 2015                       | Perù        | Copa América 2015       | 3º                                                                        | 6  | 3  | 1  | 2  | 50,00 | 8   | 5   | +3  |
| giu. 2016                       | Perù        | Copa América Centenario | Quarti di finale                                                          | 4  | 2  | 2  | 0  | 50,00 | 4   | 2   | +2  |
| 2015                            | Perù        | Qual. Mondiali 2018     | 5º nel gruppo sudamericano CONMEBOL, qualificato dopo i play-off          | 4  | 1  | 0  | 3  | 25,00 | 4   | 9   | -5  |
| 2016                            | Perù        | Qual. Mondiali 2018     | 5º nel gruppo sudamericano CONMEBOL, qualificato dopo i play-off          | 8  | 3  | 2  | 3  | 37,50 | 14  | 11  | +3  |
| 2017                            | Perù        | Qual. Mondiali 2018     | 5º nel gruppo sudamericano CONMEBOL, qualificato dopo i play-off          | 6  | 3  | 3  | 0  | 50,00 | 9   | 6   | +3  |
| Novembre 2017 (play-off)        | Perù        | Qual. Mondiali 2018     | 5º nel gruppo sudamericano CONMEBOL, qualificato dopo i play-off          | 2  | 1  | 1  | 0  | 50,00 | 2   | 0   | +2  |
| giu. 2018                       | Perù        | Mondiali 2018           | 3º classificato nel gruppo C                                              | 3  | 1  | 0  | 2  | 33,33 | 2   | 2   | +0  |
| giu./lug. 2019                  | Perù        | Copa América 2019       | 2º                                                                        | 6  | 2  | 2  | 2  | 33,33 | 7   | 9   | -2  |
| 2020                            | Perù        | Qual. Mondiali 2022     | 5° nel gruppo sudamericano CONMEBOL, eliminato dopo il Play-Off Interzona | 4  | 1  | 0  | 3  | 25,00 | 4   | 10  | -6  |
| 2021                            | Perù        | Qual. Mondiali 2022     | 5° nel gruppo sudamericano CONMEBOL, eliminato dopo il Play-Off Interzona | 10 | 5  | 1  | 4  | 50,00 | 11  | 10  | +1  |
| 2022                            | Perù        | Qual. Mondiali 2022     | 5° nel gruppo sudamericano CONMEBOL, eliminato dopo il Play-Off Interzona | 4  | 2  | 1  | 1  | 50,00 | 4   | 3   | +1  |
| giu. 2022 (Spareggio Interzona) | Perù        | Qual. Mondiali 2022     | 5° nel gruppo sudamericano CONMEBOL, eliminato dopo il Play-Off Interzona | 1  | 0  | 1  | 0  | &0,00 | 0   | 0   | +0  |
| giu./lug. 2021                  | Perù        | Copa América 2021       | 4º                                                                        | 7  | 2  | 2  | 3  | 28,57 | 10  | 14  | -4  |
| Dal 2015                        | Perù        | Amichevoli              |                                                                           | 31 | 14 | 6  | 11 | 45,16 | 41  | 28  | +13 |
| Totale Perù                     | Totale Perù | Totale Perù             | Totale Perù                                                               | 96 | 41 | 20 | 35 | 42,71 | 130 | 120 | +10 |

#### Panchine da commissario tecnico della nazionale peruviana
| Cronologia completa delle presenze e delle reti in nazionale ― Perù | Cronologia completa delle presenze e delle reti in nazionale ― Perù | Cronologia completa delle presenze e delle reti in nazionale ― Perù | Cronologia completa delle presenze e delle reti in nazionale ― Perù | Cronologia completa delle presenze e delle reti in nazionale ― Perù | Cronologia completa delle presenze e delle reti in nazionale ― Perù | Cronologia completa delle presenze e delle reti in nazionale ― Perù   | Cronologia completa delle presenze e delle reti in nazionale ― Perù |
| Data                                                                | Città                                                               | In casa                                                             | Risultato                                                           | Ospiti                                                              | Competizione                                                        | Reti                                                                  | Note                                                                |
| ------------------------------------------------------------------- | ------------------------------------------------------------------- | ------------------------------------------------------------------- | ------------------------------------------------------------------- | ------------------------------------------------------------------- | ------------------------------------------------------------------- | --------------------------------------------------------------------- | ------------------------------------------------------------------- |
| 1-4-2015                                                            | Lauderhill                                                          | Perù                                                                | 0 – 1                                                               | Venezuela                                                           | Amichevole                                                          | -                                                                     | Cap: C.Zambrano                                                     |
| 3-6-2015                                                            | Lima                                                                | Perù                                                                | 1 – 1                                                               | Messico                                                             | Amichevole                                                          | Jefferson Farfán                                                      | Cap: C.Lobatón                                                      |
| 14-6-2015                                                           | Temuco                                                              | Brasile                                                             | 2 – 1                                                               | Perù                                                                | Coppa America 2015 - 1º turno                                       | Christian Cueva                                                       | Cap: C.Lobatón                                                      |
| 19-6-2015                                                           | Valparaíso                                                          | Perù                                                                | 1 – 0                                                               | Venezuela                                                           | Coppa America 2015 - 1º turno                                       | Claudio Pizarro                                                       | Cap: C.Pizarro                                                      |
| 21-6-2015                                                           | Temuco                                                              | Colombia                                                            | 0 – 0                                                               | Perù                                                                | Coppa America 2015 - 1º turno                                       | -                                                                     | Cap: C.Pizarro                                                      |
| 26-6-2015                                                           | Temuco                                                              | Bolivia                                                             | 1 – 3                                                               | Perù                                                                | Coppa America 2015 - Quarti di finale                               | 3 Paolo Guerrero                                                      | Cap: C.Pizarro                                                      |
| 30-6-2015                                                           | Santiago del Cile                                                   | Cile                                                                | 2 – 1                                                               | Perù                                                                | Coppa America 2015 - Semifinale                                     | autorete                                                              | Cap: C.Lobatón                                                      |
| 4-7-2015                                                            | Concepción                                                          | Perù                                                                | 2 – 0                                                               | Paraguay                                                            | Coppa America 2015 - Finale 3º-4º posto                             | André Carrillo Paolo Guerrero                                         | Cap: C.Lobatón                                                      |
| 5-9-2015                                                            | Washington                                                          | Stati Uniti                                                         | 2 – 1                                                               | Perù                                                                | Amichevole                                                          | Daniel Chávez                                                         | Cap: C.Lobatón                                                      |
| 8-9-2015                                                            | Harrison                                                            | Colombia                                                            | 1 – 1                                                               | Perù                                                                | Amichevole                                                          | Jefferson Farfán (rig.)                                               | Cap: C.Lobatón                                                      |
| 8-10-2015                                                           | Barranquilla                                                        | Colombia                                                            | 2 – 0                                                               | Perù                                                                | Qual. Mondiali 2018                                                 | -                                                                     | Cap: C.Pizarro                                                      |
| 14-10-2015                                                          | Lima                                                                | Perù                                                                | 3 – 4                                                               | Cile                                                                | Qual. Mondiali 2018                                                 | 2 Jefferson Farfán 1 (rig.) Paolo Guerrero                            | Cap: C.Lobatón                                                      |
| 14-11-2015                                                          | Lima                                                                | Perù                                                                | 1 – 0                                                               | Paraguay                                                            | Qual. Mondiali 2018                                                 | Jefferson Farfán                                                      | Cap: C.Pizarro                                                      |
| 18-11-2015                                                          | Salvador                                                            | Brasile                                                             | 3 – 0                                                               | Perù                                                                | Qual. Mondiali 2018                                                 | -                                                                     | Cap: C.Lobatón                                                      |
| 25-3-2016                                                           | Lima                                                                | Perù                                                                | 2 – 2                                                               | Venezuela                                                           | Qual. Mondiali 2018                                                 | Paolo Guerrero Raúl Ruidíaz                                           | Cap: C.Pizarro                                                      |
| 30-3-2016                                                           | Montevideo                                                          | Uruguay                                                             | 1 – 0                                                               | Perù                                                                | Qual. Mondiali 2018                                                 | -                                                                     | Cap: C.Pizarro                                                      |
| 24-5-2016                                                           | Lima                                                                | Perù                                                                | 4 – 0                                                               | Trinidad e Tobago                                                   | Amichevole                                                          | Christian Cueva Beto da Silva Édison Flores Cristian Benavente (rig.) | Cap: C.Ramos                                                        |
| 29-5-2016                                                           | Washington                                                          | El Salvador                                                         | 1 – 3                                                               | Perù                                                                | Amichevole                                                          | Raúl Ruidíaz Andy Polo Yoshimar Yotún                                 | Cap: A.Rodríguez                                                    |
| 5-6-2016                                                            | Seattle                                                             | Haiti                                                               | 0 – 1                                                               | Perù                                                                | Coppa America Centenario - 1º turno                                 | Paolo Guerrero                                                        | Cap: P.Guerrero                                                     |
| 9-6-2016                                                            | Glendale                                                            | Ecuador                                                             | 2 – 2                                                               | Perù                                                                | Coppa America Centenario - 1º turno                                 | Christian Cueva Édison Flores                                         | Cap: P.Guerrero                                                     |
| 13-6-2016                                                           | Foxborough                                                          | Brasile                                                             | 0 – 1                                                               | Perù                                                                | Coppa America Centenario - 1º turno                                 | Raúl Ruidíaz                                                          | Cap: P.Guerrero                                                     |
| 18-6-2016                                                           | East Rutherford                                                     | Perù                                                                | 0 – 0 dts (2 - 4 dtr)                                               | Colombia                                                            | Coppa America Centenario - Quarti di finale                         | -                                                                     | Cap: P.Guerrero                                                     |
| 1-9-2016                                                            | La Paz                                                              | Bolivia                                                             | 0 – 3 tav                                                           | Perù                                                                | Qual. Mondiali 2018                                                 | -                                                                     | Cap: C.Ramos                                                        |
| 7-9-2016                                                            | Lima                                                                | Perù                                                                | 2 – 1                                                               | Ecuador                                                             | Qual. Mondiali 2018                                                 | Christian Cueva (rig.) Renato Tapia                                   | Cap: P.Guerrero                                                     |
| 7-10-2016                                                           | Lima                                                                | Perù                                                                | 2 – 2                                                               | Argentina                                                           | Qual. Mondiali 2018                                                 | Paolo Guerrero Christian Cueva (rig.)                                 | Cap: P.Guerrero                                                     |
| 12-10-2016                                                          | Santiago del Cile                                                   | Cile                                                                | 2 – 1                                                               | Perù                                                                | Qual. Mondiali 2018                                                 | Édison Flores                                                         | Cap: P.Guerrero                                                     |
| 11-11-2016                                                          | Asunción                                                            | Paraguay                                                            | 1 – 4                                                               | Perù                                                                | Qual. Mondiali 2018                                                 | Christian Ramos Édison Flores Christian Cueva autorete                | Cap: P.Guerrero                                                     |
| 16-11-2016                                                          | Lima                                                                | Perù                                                                | 0 – 2                                                               | Brasile                                                             | Qual. Mondiali 2018                                                 | -                                                                     | Cap: P.Guerrero                                                     |
| 24-3-2017                                                           | Maturín                                                             | Venezuela                                                           | 2 – 2                                                               | Perù                                                                | Qual. Mondiali 2018                                                 | André Carrillo Paolo Guerrero                                         | Cap: P.Guerrero                                                     |
| 29-3-2017                                                           | Lima                                                                | Perù                                                                | 2 – 1                                                               | Uruguay                                                             | Qual. Mondiali 2018                                                 | Paolo Guerrero Édison Flores                                          | Cap: P.Guerrero                                                     |
| 8-6-2017                                                            | Trujillo                                                            | Perù                                                                | 1 – 0                                                               | Paraguay                                                            | Amichevole                                                          | Paolo Guerrero                                                        | Cap: P.Guerrero                                                     |
| 14-6-2017                                                           | Arequipa                                                            | Perù                                                                | 3 – 1                                                               | Giamaica                                                            | Amichevole                                                          | Édison Flores Renato Tapia Paolo Guerrero                             | Cap: P.Guerrero                                                     |
| 1-9-2017                                                            | Lima                                                                | Perù                                                                | 2 – 1                                                               | Bolivia                                                             | Qual. Mondiali 2018                                                 | Édison Flores Renato Tapia                                            | Cap: A.Rodríguez                                                    |
| 5-9-2017                                                            | Quito                                                               | Ecuador                                                             | 1 – 2                                                               | Perù                                                                | Qual. Mondiali 2018                                                 | Édison Flores Paolo Hurtado                                           | Cap: P.Guerrero                                                     |
| 6-10-2017                                                           | Buenos Aires                                                        | Argentina                                                           | 0 – 0                                                               | Perù                                                                | Qual. Mondiali 2018                                                 | -                                                                     | Cap: J.Farfan                                                       |
| 11-10-2017                                                          | Lima                                                                | Perù                                                                | 1 – 1                                                               | Colombia                                                            | Qual. Mondiali 2018                                                 | autorete                                                              | Cap: P.Guerrero                                                     |
| 11-11-2017                                                          | Wellington                                                          | Nuova Zelanda                                                       | 0 – 0                                                               | Perù                                                                | Qual. Mondiali 2018                                                 | -                                                                     | Cap: A.Carrillo                                                     |
| 16-11-2017                                                          | Lima                                                                | Perù                                                                | 2 – 0                                                               | Nuova Zelanda                                                       | Qual. Mondiali 2018                                                 | Jefferson Farfán Christian Ramos                                      | Cap: A.Rodríguez                                                    |
| 24-3-2018                                                           | Miami                                                               | Perù                                                                | 2 – 0                                                               | Croazia                                                             | Amichevole                                                          | André Carrillo Édison Flores                                          | Cap: C.Ramos                                                        |
| 28-3-2018                                                           | Harrison                                                            | Perù                                                                | 3 – 1                                                               | Islanda                                                             | Amichevole                                                          | Renato Tapia Raúl Ruidíaz Jefferson Farfán                            | Cap: C.Ramos                                                        |
| 30-5-2018                                                           | Lima                                                                | Perù                                                                | 2 – 0                                                               | Scozia                                                              | Amichevole                                                          | Christian Cueva (rig.) Jefferson Farfán                               | Cap: A.Rodríguez                                                    |
| 3-6-2018                                                            | San Gallo                                                           | Arabia Saudita                                                      | 0 – 3                                                               | Perù                                                                | Amichevole                                                          | André Carrillo 2 Paolo Guerrero                                       | Cap: P.Guerrero                                                     |
| 9-6-2018                                                            | Göteborg                                                            | Svezia                                                              | 0 – 0                                                               | Perù                                                                | Amichevole                                                          | -                                                                     | Cap: P.Guerrero                                                     |
| 16-6-2018                                                           | Saransk                                                             | Perù                                                                | 0 – 1                                                               | Danimarca                                                           | Mondiali 2018 - 1º turno                                            | -                                                                     | Cap: A.Rodríguez                                                    |
| 21-6-2018                                                           | Ekaterinburg                                                        | Francia                                                             | 1 – 0                                                               | Perù                                                                | Mondiali 2018 - 1º turno                                            | -                                                                     | Cap: P.Guerrero                                                     |
| 26-6-2018                                                           | Soči                                                                | Australia                                                           | 0 – 2                                                               | Perù                                                                | Mondiali 2018 - 1º turno                                            | André Carrillo Paolo Guerrero                                         | Cap: P.Guerrero                                                     |
| 6-9-2018                                                            | Amsterdam                                                           | Paesi Bassi                                                         | 2 – 1                                                               | Perù                                                                | Amichevole                                                          | Pedro Aquino                                                          | Cap: J.Farfan                                                       |
| 9-9-2018                                                            | Sinsheim                                                            | Germania                                                            | 2 – 1                                                               | Perù                                                                | Amichevole                                                          | Luis Advíncula                                                        | Cap: J.Farfan                                                       |
| 13-10-2018                                                          | Miami                                                               | Perù                                                                | 3 – 0                                                               | Cile                                                                | Amichevole                                                          | autorete 2 Pedro Aquino                                               | Cap: C.Ramos                                                        |
| 17-10-2018                                                          | East Hartford                                                       | Stati Uniti                                                         | 1 – 1                                                               | Perù                                                                | Amichevole                                                          | Édison Flores                                                         | Cap: C.Ramos                                                        |
| 16-11-2018                                                          | Lima                                                                | Perù                                                                | 0 – 2                                                               | Ecuador                                                             | Amichevole                                                          | -                                                                     | Cap: C.Ramos                                                        |
| 21-11-2018                                                          | Arequipa                                                            | Perù                                                                | 2 – 3                                                               | Costa Rica                                                          | Amichevole                                                          | Édison Flores Jefferson Farfán                                        | Cap: M.Trauco                                                       |
| 23-3-2019                                                           | Harrison                                                            | Perù                                                                | 1 – 0                                                               | Paraguay                                                            | Amichevole                                                          | Christian Cueva                                                       | Cap: J.Farfan                                                       |
| 27-3-2019                                                           | Washington                                                          | Perù                                                                | 0 – 2                                                               | El Salvador                                                         | Amichevole                                                          | -                                                                     | Cap: Y.Yotun                                                        |
| 6-6-2019                                                            | Lima                                                                | Perù                                                                | 1 – 0                                                               | Costa Rica                                                          | Amichevole                                                          | Christian Cueva                                                       | Cap: R.Tapia                                                        |
| 9-6-2019                                                            | Lima                                                                | Perù                                                                | 0 – 3                                                               | Colombia                                                            | Amichevole                                                          | -                                                                     | Cap: C.Gonzales                                                     |
| 15-6-2019                                                           | Porto Alegre                                                        | Venezuela                                                           | 0 – 0                                                               | Perù                                                                | Coppa America 2019 - 1º turno                                       | -                                                                     | Cap: P.Guerrero                                                     |
| 18-6-2019                                                           | Rio de Janeiro                                                      | Bolivia                                                             | 1 – 3                                                               | Perù                                                                | Coppa America 2019 - 1º turno                                       | Paolo Guerrero Jefferson Farfán Édison Flores                         | Cap: P.Guerrero                                                     |
| 22-6-2019                                                           | San Paolo                                                           | Perù                                                                | 0 – 5                                                               | Brasile                                                             | Coppa America 2019 - 1º turno                                       | -                                                                     | Cap: P.Guerrero                                                     |
| 29-6-2019                                                           | Salvador                                                            | Uruguay                                                             | 0 – 0 (4 - 5 dtr)                                                   | Perù                                                                | Coppa America 2019 - Quarti di finale                               | -                                                                     | Cap: P.Guerrero                                                     |
| 4-7-2019                                                            | Porto Alegre                                                        | Cile                                                                | 0 – 3                                                               | Perù                                                                | Coppa America 2019 - Semifinale                                     | Édison Flores Yoshimar Yotún Paolo Guerrero                           | Cap: P.Guerrero                                                     |
| 7-7-2019                                                            | Rio de Janeiro                                                      | Brasile                                                             | 3 – 1                                                               | Perù                                                                | Coppa America 2019 - Finale                                         | Paolo Guerrero (rig.)                                                 | Cap: P.Guerrero                                                     |
| 6-9-2019                                                            | Harrison                                                            | Perù                                                                | 0 – 1                                                               | Ecuador                                                             | Amichevole                                                          | -                                                                     | Cap: L.Advincula                                                    |
| 11-9-2019                                                           | Los Angeles                                                         | Brasile                                                             | 0 – 1                                                               | Perù                                                                | Amichevole                                                          | Luis Abram                                                            | Cap: L.Advincula                                                    |
| 12-10-2019                                                          | Montevideo                                                          | Uruguay                                                             | 1 – 0                                                               | Perù                                                                | Amichevole                                                          | -                                                                     | Cap: P.Guerrero                                                     |
| 16-10-2019                                                          | Lima                                                                | Perù                                                                | 1 – 1                                                               | Uruguay                                                             | Amichevole                                                          | Christofer Gonzáles                                                   | Cap: P.Guerrero                                                     |
| 16-11-2019                                                          | Miami Gardens                                                       | Colombia                                                            | 1 – 0                                                               | Perù                                                                | Amichevole                                                          | -                                                                     | Cap: P.Guerrero                                                     |
| 9-10-2020                                                           | Asunción                                                            | Paraguay                                                            | 2 – 2                                                               | Perù                                                                | Qual. Mondiali 2022                                                 | 2 André Carrillo                                                      | Cap: L.Advincula                                                    |
| 14-10-2020                                                          | Lima                                                                | Perù                                                                | 2 – 4                                                               | Brasile                                                             | Qual. Mondiali 2022                                                 | André Carrillo Renato Tapia                                           | Cap: J.Farfan                                                       |
| 14-11-2020                                                          | Santiago                                                            | Cile                                                                | 2 – 0                                                               | Perù                                                                | Qual. Mondiali 2022                                                 | -                                                                     | Cap: L.Advincula                                                    |
| 18-11-2020                                                          | Lima                                                                | Perù                                                                | 0 – 2                                                               | Argentina                                                           | Qual. Mondiali 2022                                                 | -                                                                     | Cap: E.Flores                                                       |
| 4-6-2021                                                            | Lima                                                                | Perù                                                                | 0 – 3                                                               | Colombia                                                            | Qual. Mondiali 2022                                                 | -                                                                     | Cap: P.Guerrero                                                     |
| 8-6-2021                                                            | Quito                                                               | Ecuador                                                             | 1 – 2                                                               | Perù                                                                | Qual. Mondiali 2022                                                 | Christian Cueva Luis Advíncula                                        | Cap: P.Gallese                                                      |
| 18-6-2021                                                           | Rio de Janeiro                                                      | Brasile                                                             | 4 – 0                                                               | Perù                                                                | Coppa America 2021 - 1º turno                                       | -                                                                     | Cap: P.Gallese                                                      |
| 21-6-2021                                                           | Goiânia                                                             | Colombia                                                            | 1 – 2                                                               | Perù                                                                | Coppa America 2021 - 1º turno                                       | Sergio Peña autorete                                                  | Cap: P.Gallese                                                      |
| 23-6-2021                                                           | Goiânia                                                             | Ecuador                                                             | 2 – 2                                                               | Perù                                                                | Coppa America 2021 - 1º turno                                       | Gianluca Lapadula André Carrillo                                      | Cap: P.Gallese                                                      |
| 27-6-2021                                                           | Brasilia                                                            | Venezuela                                                           | 0 – 1                                                               | Perù                                                                | Coppa America 2021 - 1º turno                                       | André Carrillo                                                        | Cap: P.Gallese                                                      |
| 2-7-2021                                                            | Goiânia                                                             | Perù                                                                | 3 – 3 (4 - 3 dtr)                                                   | Paraguay                                                            | Coppa America 2021 - Quarti di finale                               | autorete Gianluca Lapadula Yoshimar Yotún                             | Cap: P.Gallese                                                      |
| 6-7-2021                                                            | Rio de Janeiro                                                      | Brasile                                                             | 1 – 0                                                               | Perù                                                                | Coppa America 2021 - Semifinale                                     | -                                                                     | Cap: P.Gallese                                                      |
| 10-7-2021                                                           | Goiânia                                                             | Colombia                                                            | 3 – 2                                                               | Perù                                                                | Coppa America 2021 - Finale 3º-4º posto                             | Yoshimar Yotún Gianluca Lapadula                                      | Cap: P.Gallese                                                      |
| 3-9-2021                                                            | Lima                                                                | Perù                                                                | 1 – 1                                                               | Uruguay                                                             | Qual. Mondiali 2022                                                 | Renato Tapia                                                          | Cap: P.Guerrero                                                     |
| 6-9-2021                                                            | Lima                                                                | Perù                                                                | 1 – 0                                                               | Venezuela                                                           | Qual. Mondiali 2022                                                 | Christian Cueva                                                       | Cap: P.Gallese                                                      |
| 10-9-2021                                                           | Recife                                                              | Brasile                                                             | 2 – 0                                                               | Perù                                                                | Qual. Mondiali 2022                                                 | -                                                                     | Cap: P.Gallese                                                      |
| 8-10-2021                                                           | Lima                                                                | Perù                                                                | 2 – 0                                                               | Cile                                                                | Qual. Mondiali 2022                                                 | Christian Cueva Sergio Peña                                           | Cap: P.Guerrero                                                     |
| 10-10-2021                                                          | La Paz                                                              | Bolivia                                                             | 1 – 0                                                               | Perù                                                                | Qual. Mondiali 2022                                                 | -                                                                     | Cap: P.Gallese                                                      |
| 15-10-2021                                                          | Buenos Aires                                                        | Argentina                                                           | 1 – 0                                                               | Perù                                                                | Qual. Mondiali 2022                                                 | -                                                                     | Cap: P.Gallese                                                      |
| 12-11-2021                                                          | Lima                                                                | Perù                                                                | 3 – 0                                                               | Bolivia                                                             | Qual. Mondiali 2022                                                 | Gianluca Lapadula Christian Cueva Sergio Peña                         | Cap: P.Gallese                                                      |
| 16-11-2021                                                          | Caracas                                                             | Venezuela                                                           | 1 – 2                                                               | Perù                                                                | Qual. Mondiali 2022                                                 | Gianluca Lapadula Christian Cueva                                     | Cap: P.Gallese                                                      |
| 16-1-2022                                                           | Lima                                                                | Perù                                                                | 1 – 1                                                               | Panama                                                              | Amichevole                                                          | Alex Valera                                                           | Cap: P.Gallese                                                      |
| 21-1-2022                                                           | Lima                                                                | Perù                                                                | 3 – 0                                                               | Giamaica                                                            | Amichevole                                                          | Luis Iberico Alex Valera Yoshimar Yotun                               | Cap: P.Gallese                                                      |
| 28-1-2022                                                           | Barranquilla                                                        | Colombia                                                            | 0 – 1                                                               | Perù                                                                | Qual. Mondiali 2022                                                 | Edison Flores                                                         | Cap: P.Gallese                                                      |
| 2-2-2022                                                            | Lima                                                                | Perù                                                                | 1 – 1                                                               | Ecuador                                                             | Qual. Mondiali 2022                                                 | Edison Flores                                                         | Cap: P.Gallese                                                      |
| 25-3-2022                                                           | Montevideo                                                          | Uruguay                                                             | 1 – 0                                                               | Perù                                                                | Qual. Mondiali 2022                                                 | -                                                                     | Cap: P.Gallese                                                      |
| 30-3-2022                                                           | Lima                                                                | Perù                                                                | 2 – 0                                                               | Paraguay                                                            | Qual. Mondiali 2022                                                 | Gianluca Lapadula Yoshimar Yotun                                      | Cap: P.Gallese                                                      |
| 5-6-2022                                                            | Cornella de Llobregat                                               | Perù                                                                | 1 – 0                                                               | Nuova Zelanda                                                       | Amichevole                                                          | Gianluca Lapadula                                                     | Cap: P.Gallese                                                      |
| 13-6-2022                                                           | Al Rayyan                                                           | Australia                                                           | 0 – 0 (5 - 4 dtr)                                                   | Perù                                                                | Qual. Mondiali 2022                                                 | -                                                                     | Cap: P.Gallese                                                      |
| Totale                                                              |                                                                     | Presenze                                                            | 96                                                                  |                                                                     | Reti                                                                | 130                                                                   |                                                                     |

#### Nazionale cilena
| Squadra | Naz             | dal             | al        | Record | Record | Record | Record | Record | Record | Record | Record     |
| Squadra | Naz             | dal             | al        | G      | V      | N      | P      | GF     | GS     | DR     | % Vittorie |
| ------- | --------------- | --------------- | --------- | ------ | ------ | ------ | ------ | ------ | ------ | ------ | ---------- |
| Cile    | Cile (bandiera) | 25 gennaio 2024 | in carica | 4      | 2      | 1      | 1      | 8      | 3      | +5     | 50,00      |

#### Nazionale cilena nel dettaglio
| giu.-lug. 2024 | Cile        | Copa América 2024 | nel gruppo A | 1 | 0 | 1 | 0 | &0,00 | 0 | 0 | +0 |
| Dal 2024       | Cile        | Amichevoli        |              | 3 | 2 | 0 | 1 | 66,67 | 8 | 3 | +5 |
| Totale Perù    | Totale Perù | Totale Perù       | Totale Perù  | 4 | 2 | 1 | 1 | 50,00 | 8 | 3 | +5 |

#### Panchine da commissario tecnico della nazionale cilena
| Cronologia completa delle presenze e delle reti in nazionale ― Cile | Cronologia completa delle presenze e delle reti in nazionale ― Cile | Cronologia completa delle presenze e delle reti in nazionale ― Cile | Cronologia completa delle presenze e delle reti in nazionale ― Cile | Cronologia completa delle presenze e delle reti in nazionale ― Cile | Cronologia completa delle presenze e delle reti in nazionale ― Cile | Cronologia completa delle presenze e delle reti in nazionale ― Cile | Cronologia completa delle presenze e delle reti in nazionale ― Cile |
| Data                                                                | Città                                                               | In casa                                                             | Risultato                                                           | Ospiti                                                              | Competizione                                                        | Reti                                                                | Note                                                                |
| ------------------------------------------------------------------- | ------------------------------------------------------------------- | ------------------------------------------------------------------- | ------------------------------------------------------------------- | ------------------------------------------------------------------- | ------------------------------------------------------------------- | ------------------------------------------------------------------- | ------------------------------------------------------------------- |
| 22-3-2024                                                           | Parma                                                               | Albania                                                             | 0 – 3                                                               | Cile                                                                | Amichevole                                                          | Eduardo Vargas Marcos Bolados Victor Davila                         | Cap: C.Bravo                                                        |
| 26-3-2024                                                           | Marsiglia                                                           | Francia                                                             | 3 – 2                                                               | Cile                                                                | Amichevole                                                          | Marcelino Núñez Darío Osorio                                        | Cap: C.Bravo                                                        |
| 12-6-2024                                                           | Santiago de Chile                                                   | Cile                                                                | 3 – 0                                                               | Paraguay                                                            | Amichevole                                                          | 2 Victor Davila Eduardo Vargas                                      | Cap: C.Bravo                                                        |
| 22-6-2024                                                           | Arlington                                                           | Perù                                                                | 0 – 0                                                               | Cile                                                                | Coppa America 2024 - 1º turno                                       | -                                                                   | Cap: C.Bravo                                                        |
| Totale                                                              |                                                                     | Presenze                                                            | 4                                                                   |                                                                     | Reti                                                                | 8                                                                   |                                                                     |

## Palmarès

### Giocatore

#### Club

##### Competizioni nazionali
- Campionato colombiano: 2

America de Cali: 1985, 1986
- Campionato argentino: 2

Boca Juniors: Metropolitano 1981
Independiente: Clausura 1994

##### Competizioni internazionali
- Supercoppa Sudamericana: 1

Independiente: 1994

#### Individuale
- Capocannoniere della Coppa Libertadores: 1

1986 (7 gol)